# Alain Mérieux
Alain Mérieux, né le 10 juillet 1938 à Lyon, est un industriel de la biologie, milliardaire et homme politique français. Il est l'un des propriétaires de l'Institut Mérieux, l'actionnaire majoritaire des sociétés bioMérieux, spécialisée dans le diagnostic in vitro, Transgene (immunothérapie), Mérieux NutriSciences (sécurité alimentaire & nutrition), ABL (recherche et bioproduction sous contrat) et Mérieux Equity Partners (investissements dans le domaine de la santé).
En 2020, sa fortune est évaluée par Forbes aux environs de 8 milliards d'euros ce qui le classe parmi les premières fortunes de France. Dans son classement de juillet 2024, Challenges classe Alain Mérieux et sa famille 20e fortune française, avec 6,55 milliards d'euros.
Engagé en politique dans les années 1980 et 1990, il a siégé au Conseil municipal de Lyon ainsi qu'au Conseil régional de Rhône-Alpes, en tant que premier vice-président, chargé de l’International, de la Recherche et de l’Enseignement supérieur.

## Biographie
Alain Mérieux naît le 10 juillet 1938 dans le 6e arrondissement de Lyon de l'union de Charles Mérieux et de Simone Perréard. Appartenant à la famille Mérieux, une riche famille de soyeux lyonnais, il est le petit-fils de Marcel Mérieux. Après avoir effectué une partie de sa scolarité au collège jésuite Saint-Joseph de Lyon, il commence plus tard des études à Sciences Po, qu'il abandonnera en 1963 pour terminer son internat de pharmacie à Lyon.
En 1960, il est diplômé de la faculté de pharmacie de l'université de Lyon et poursuit ses études à la Harvard Business School (Program for Management Development). Il épouse Chantal Berliet, la fille de Paul Berliet, constructeur automobile français de la marque Berliet. De cette union naissent trois fils, Christophe, Rodolphe et Alexandre.
Alain Mérieux est l'héritier de l'Institut Mérieux, fondé par son grand-père Marcel Mérieux et spécialisé à l’époque dans les vaccins. Il préside l’Institut Mérieux (vaccins) de 1968 à 1994, date à laquelle les activités de vaccins sont cédées au groupe Rhône Poulenc. En 1963, Alain Mérieux crée la société BD Mérieux avec Becton Dickinson dans le domaine du diagnostic. BD Mérieux deviendra bioMérieux en 1974, lorsqu'Alain Mérieux en reprend le contrôle. bioMérieux est introduite en Bourse trente ans plus tard, en 2004.
En 1975, son fils Christophe Mérieux est enlevé par le gang des Lyonnais. Il est finalement rendu à ses parents contre une rançon de 20 millions de francs.
Alain Mérieux exerce les fonctions de président de Transgene dans les années 1990.
En 2008, il est nommé par le ministre des Affaires étrangères, coprésident du comité Franco-Chinois de lutte contre les maladies infectieuses émergentes, dont l'objectif était d'accompagner la création d'un laboratoire de type P4, en Chine, à Wuhan. En 2015, il quitte la coprésidence du comité mixte qui supervisait le projet. En 2024, Alain Mérieux et sa femme rencontrent le président chinois Xi Jiping en privé à Beijing, confirmant sa proximité avec les autorités chinoises et les projets de développement de Mérieux en Chine.
En 2010, Alain Mérieux laisse la présidence de bioMérieux à Jean Luc Belingard. En 2014, Alexandre Mérieux, le fils d’Alain Mérieux devient Directeur Général de bioMérieux. En décembre 2017, Alexandre Mérieux succède à Jean-Luc Belingard en devenant président-directeur général de bioMérieux.
En décembre 2018, Alain Mérieux reçoit à Pékin, le Reform Friendhip Award, lors de l’événement célébrant le 40ème anniversaire de la Réforme de l’ouverture de la Chine. À travers ce prix, le pays le remercie pour son engagement quant à la santé publique, en particulier en ce qui concerne la recherche contre les maladies infectieuses.
En 2019, il est mis en cause pour évasion fiscale par Mediacités qui révèle l'existence d'une société d'investissement de bioMérieux basée au Luxembourg. Ce montage fiscal lui a permis de prendre une participation dans une société de soins à domicile, sans que l'entreprise paye les impôts associés en France. Sa fortune est alors estimée entre 4,4 et 5,2 milliards d'euros par Forbes et Challenges,. En 2020, elle s'élève à environ 8 milliards d'euros, et en 2024 est évaluée par Challenges à 6,55 milliards d'euros.

## Philanthropie
Alain Mérieux est président de la Fondation Mérieux, reconnue d’utilité publique, qui a pour vocation la lutte contre les maladies infectieuses dans les pays les plus défavorisés, en renforçant notamment leurs capacités de diagnostic[réf. nécessaire].
Enfin, il est l’un des fondateurs et le président de l’Entreprise des Possibles, un fonds de dotation dont le but est de venir en aide aux sans-abris de l’agglomération lyonnaise. Son modèle repose sur la mobilisation d’un collectif d’entreprises partenaires au profit d’associations déjà à l’œuvre sur le terrain. Les entreprises ont trois champs d’action pour exprimer leur solidarité : humain (don de temps pour des missions de bénévolat), financier (don de congés payés, de la part des salariés, qui seront monétisés et abondés par leur employeur) et immobilier (prêt de locaux vacants).

## Engagement politique
Dès la fin des années 1970, Alain Mérieux fréquente Michel Noir, député élu en 1978, dans un groupe de réflexion rassemblant des universitaires et des industriels, le groupe Velleda. Lors des élections municipales de 1983 à Lyon, il rejoint la liste conduite par celui-ci, à l'appel de Jean-Michel Dubernard, tête de la liste du Rassemblement pour la République (RPR) dans le 3e arrondissement, mais n'est pas élu.
Lors des élections régionales de 1986, il conduit la liste du RPR dans la région Rhône-Alpes. Après la victoire de la droite, il est élu conseiller régional et devient 1er vice-président du conseil.
Gaulliste, il adhère au RPR en 1992. Il succède à Michel Noir à la tête de la fédération RPR du Rhône en 1992, à la demande de Jacques Chirac,. Ce dernier le désigne ensuite pour mener la liste d'union RPR-UDF aux élections régionales de 1992, mais il cède sa place de tête de liste au président de la région d'alors, Charles Millon.
Lors des élections législatives de 1993, il est investi par l'Union pour la France (coalition du RPR, auquel il appartient, et de l'UDF) face à Michel Noir. Il est battu au 2e tour avec 41,69 % des voix. Il aurait souhaité être sénateur mais le RPR l'aurait dupé.
En 1995, il se présente à nouveau aux élections municipales à Lyon et parvient cette fois à se faire élire. Il siège dans le groupe RPR et apparentés, mené par Jean-Michel Dubernard, qui fait partie de la nouvelle majorité municipale formée autour de Raymond Barre.
Le 23 avril 1998, il quitte le RPR et, sous pression, démissionne de la vice-présidence du conseil régional de Rhône-Alpes, après que le président Charles Millon et ses vice-présidents, dont Mérieux lui-même, se sont fait réélire avec les voix du Front national le 20 mars,.
Lors des élections municipales de 2001 à Lyon, il apporte son soutien à Charles Millon (DLC), qui perd face à Gérard Collomb. Il se met en retrait de la vie politique après ces élections.

## Responsabilités actuelles
- Président de l'Institut Mérieux
- Président fondateur de bioMérieux
- Administrateur de Plastic Omnium
- Administrateur de Transgène
- Président de la Fondation Mérieux
- Président d’honneur de la Fondation Christophe et Rodolphe Mérieux
- Président du comité de mécénat de l'Université Catholique de Lyon
- Président de l'Entreprise des Possibles

## Anciens mandats
- Président de bioMérieux jusqu'en 2010
- Membre du conseil d'administration de bioMérieux (jusqu'au 22 mai 2019)[27]
- Conseiller municipal de Lyon
- 1er vice-président du Conseil régional de Rhône-Alpes
- Membre du conseil d'administration de l’École normale supérieure de Lyon[28].

## Décorations
- Grand-croix de la Légion d'honneur [29].
- Commandeur de l'ordre national du Mérite
- Commandeur de l'ordre du Mérite (Pologne)
- Commandeur de l'ordre national du Mali à titre étranger
- Officier de l'ordre national de la Croix du Sud (Brésil)
- Chevalier de l'ordre de Saint-Grégoire-le-Grand (Saint-Siège)[30]

## Distinctions
- Docteur honoris causa de l'université de Parme (4 octobre 2004)
- Docteur honoris causa de l'université Saint-Joseph de Beyrouth (2011)[31]